# Рокси Рейнолдс
Рокси Рейнолдс (на английски: Roxy Reynolds) е артистичен псевдоним на американската порнографска актриса, певица и рап изпълнителка Шанел Сандерс (Schanell Sanders).

## Биография
Родена е на 28 декември 1983 г. в град Филаделфия, Пенсилвания. Дебютира като актриса в порнографската индустрия през 2005 г., когато е на 22-годишна възраст.
Поставена е на 16-о място в класацията на списание „Комплекс“ – „Топ 50 на най-горещите чернокожи порнозвезди за всички времена“, публикувана през септември 2011 г.

## Награди
- 2017: Urban X зала на славата.[2]